# CuartaVisión
CuartaVisión, est une chaîne de télévision par câble regionale chilienne.

## Chaînes alliés
| Pays  | Chaîne    |
| ----- | --------- |
| Chili | CNN Chile |